# كليمرسون دي أراوجو سواريز
كليمرسون دي أراخو سواريز (بالبرتغالية: Clemerson de Araújo Soares‏) من مواليد 8 أغسطس 1977 في كاروارو في البرازيل، لاعب كرة قدم برازيلي.
حطم الرقم القياسي للأهداف في الدوري القطري الذي كان مسجلاً باسم الاعب الأرجنتيني جابرييل بتسجيله 27 هدف.[بحاجة لمصدر]
اشتهر بسرعته ومهارته.

## روابط خارجية
- كليمرسون دي أراوجو سواريز على موقع رابطة كرة القدم اليابانية للمحترفين (اليابانية)
- كليمرسون دي أراوجو سواريز على موقع قاعدة بيانات كرة القدم.إي يو (الإنجليزية)
- كليمرسون دي أراوجو سواريز على موقع Soccerway.com (الإنجليزية)
- كليمرسون دي أراوجو سواريز على موقع عالم كرة القدم.نت (الإنجليزية)